# كريستيانو بيريرا
كريستيانو بيريرا (بالبرتغالية: Cristiano Pereira Figueiredo‏) (29 نوفمبر 1990 بميونخ في ألمانيا - ) هو لاعب كرة قدم برتغالي في مركز حراسة المرمى. شارك مع منتخب البرتغال تحت 20 سنة لكرة القدم ومنتخب البرتغال تحت 21 سنة لكرة القدم. أما مع النوادي، فقد لعب مع سبورتينغ براغا ونادي أكاديميكا كويمبرا ونادي بانيتوليكوس ونادي فيزيلا وS.C. Braga B ‏ وفالنسيا ميستايا.

## وصلات خارجية
- كريستيانو بيريرا على موقع الاتحاد الأوربي (الإنجليزية)
- كريستيانو بيريرا على موقع قاعدة بيانات كرة القدم.إي يو (الإنجليزية)
- كريستيانو بيريرا على موقع Soccerway.com (الإنجليزية)
- كريستيانو بيريرا على موقع AS.com (الإسبانية)